# Kotingovití
Kotingovití (Cotingidae) je rozmanitá čeleď ptáků pocházející z Jižní a Střední Ameriky. Tito křikaví ptáci z řádu pěvců mají podobně jako pipulky nejrůznější škály námluv. Celkem se jedná o více než 60 druhů v 24 až 25 rodech.
Český název kotinga zahrnuje více ptačích rodů, dále se mezi kotingovité řadí vranuchy (Cephalopterus) zvonovci (Procnias) a skalňáci (Rupicola).

## Popis
Jsou to většinou malí, pestrobarevní ptáci, vyznačují se výrazným pohlavním dimorfismem. Čeleď je velmi rozmanitá, samci mnoha druhů se vyznačují různými ozdobami, jako jsou hřebeny, chocholky, kožní laloky nebo holá barevná kůže na krku a tvářích. Zástupcem kotingovitých je i zvonkovec bílý, který je nejhlasitějším ptákem světa. Největším kotingovitým ptákem je vranucha ozdobná (Cephalopterus ornatus), která je se svou délkou okolo 50 cm také největším pěvcem Jižní Ameriky.

## Způsob života
Kotingovití obývají pouště, deštné tropické lesy a pobřežní mangrovy. Živí se plody rostlin, některé druhy příležitostně i hmyzem. Během námluv zástupci této čeledi předvádějí své hlasové projevy a výrazné pohlavní znaky (barva peří atp.) Příkladem jsou skalňáci, samci se v době námluv shromažďují na tokaništích, kde předvádějí hlasové projevy a svůj oranžový hřeben, po páření pak samice staví hnízdo ve skalní puklině. Mnoho zástupců klade jen jedno vejce.

## Ohrožení
Většina kotingovitých je ohrožena ztrátou biotopu v důsledku kácení deštných lesů. Příkladem je kotinga králíčkovitá (Calyptura cristata), která měří pouhých 8 cm a je nejmenším kotingovitým pěvcem. Tento malý pěvec je ale kriticky ohrožený kvůli úbytku deštných lesů v Brazílii a jednotliví jedinci se stahují do horských oblastí. Přežívá zřejmě poslední populace čítající méně než 50 jedinců.

## Vybraní zástupci
- kotinga králíčkovitá (Calyptura cristata)
- kotinga křiklavá (Lipaugus vociferans)
- kotinga tříbarvá (Perissocephalus tricolor)
- skalňák andský (Rupicola peruviana)
- skalňák oranžový (Rupicola rupicola)
- vranucha ozdobná (Cephalopterus ornatus)
- zvonovec nahokrký (Procnias nudicollis)
- zvonovec bílý (Procnias albus)
- zvonovec trojhrotý (Procnias tricarunculatus)